# Condado de Chilton
O Condado de Chilton é um dos 67 condados do estado norte-americano do Alabama. De acordo com o censo de 2022, sua população é de 45.884 habitantes. A sede de condado e sua maior cidade é Clanton. O condado foi fundado em 1868 e o seu nome homenageia William Parish Chilton, Sr. (1810-1871), advogado que se tornou Chefe de Justiça da Suprema Corte do Alabama e depois representou o Condado de Montgomery no congresso dos Estados Confederados da América.
O condado é conhecido pelos seus pêssegos e sua paisagem ímpar: é o lar de pradarias, pântanos e montanhas, em razão das encostas dos Apalaches que terminam no condado; a bacia do Rio Coosa; e sua proximidade com as Black Belt Prairie, outrora um tradicional centro de produção de algodão.

## História
O condado foi fundado em 30 de Dezembro de 1868, sob o nome de Alfred Baker, com sede na cidade de Grantville. Os habitantes do condado peticionaram para a Legislatura do Alabama que renomeassem o condado; em 1874, os residente aceitaram o nome de Chilton, apesar do homenageado não ter nascido ou vivido lá. Em 1870, após um incêndio na antiga corte, houve a mudança da sede do condado para Clanton.
Em 1942, a marinha americana comissionou uma nova embarcação, o USS Chilton em homenagem ao condado.

## Geografia
De acordo com o censo, sua área total é de 1.816 km², destes sendo 1798 km² de terra e 18 km² de água.

### Condados adjacentes
- Condado de Shelby, norte
- Condado de Coosa, leste
- Condado de Elmore, sudeste
- Condado de Autauga, sul
- Condado de Perry, sudoeste
- Condado de Dallas, sudoeste
- Condado de Bibb, noroeste

### Áreas nacionais protegidas
- Floresta Nacional de Talladega (parte)

## Transportes

### Principais rodovias
- Interstate 65
- U.S. Route 31
- U.S. Route 82
- State Route 22
- State Route 139
- State Route 145
- State Route 155
- State Route 191

## Demografia
De acordo com o censo de 2022:
- População total: 45.884 habitantes
- Densidade: 25 hab/km²
- Residências: 19.882
- Famílias: 16.562
- Composição da população: 
  - Brancos: 86,9%
  - Negros: 10,3%
  - Nativos americanos e do Alaska: 0,6%
  - Asiáticos: 0,5%
  - Duas ou mais raças: 1,5%
  - Hispânicos ou latinos: 8,1%

## Comunidades

### Cidades
- Clanton (sede)
- Calera (maior parte no condado de Shelby)
- Jemison

### Vilas
- Maplesville
- Thorsby

### Comunidades não-incorporadas
- Isabella
- Jumbo

- Mountain Creek
- Mulberry
- Pletcher
- Stanton

- Verbena